# 대한민국 민법 제726조
대한민국 민법 제726조는 종신정기금 계산에 대한 한국 민법 채권법 종신정기금의 조문이다. 1958년 2월 22일에 법률 제471호로 제정되어 1960년 1월 1일에 시행되었다.  2016년 12월 20일에 법률 제14409호로 일부개정되어 시행되었다.

## 조문
제726조(종신정기금의 계산) 종신정기금은 일수로 계산한다.

第726條 (終身定期金의 計算)終身定期金은 日數로 計算한다.

## 참고 문헌
- 오현수, 일본민법, 진원사, 2014. ISBN 9788963463452
- 오세경, 대법전, 법전출판사 , 2014 ISBN 9788926210277
- 이준현 , LOGOS 민법 조문판례집, 미래가치, 2015. ISBN 9791155020869

## 같이 보기
- 종신
- 정기금